# Karl Schimmelpfennig (Politiker)

Karl Schimmelpfennig, Porträtfoto im Reichstags-Handbuch 1920

Karl Schimmelpfennig (* 27. Januar 1882 in Drosedow, Kreis Kolberg-Körlin; † 1937 in Drosedow, Kreis Kolberg-Körlin) war ein deutscher Landwirt und Politiker (DNVP).

## Leben und Wirken
Schimmelpfennig war der Sohn des Gutspächters von Drosedow im Kreis Kolberg-Körlin. Er besuchte das Domgymnasium zu Kolberg von 1889 bis 1898 und das Gymnasium zu Steglitz, Berlin bis 1900, wo er das Abiturexamen ablegte. Von 1900 bis 1902 absolvierte er eine landwirtschaftliche Lehre. Vom 1. Oktober 1902 bis zum 30. September 1903 diente er als Einjährig-Freiwilliger im Mansfelder Feldartillerieregiment Nr. 75 in Halle an der Saale. Von 1903 bis 1905 studierte er Rechtswissenschaften und Landwirtschaft in Halle an der Saale, ohne einen Abschluss zu machen. Von 1905 bis 1906 ergänzte er sein Können praktisch durch eine vertiefende landwirtschaftliche Ausbildung. 
Ab 1906 bewirtschaftete er das Gut Drosedow, dessen Pachtvertrag er später ganz von seiner Mutter übernahm. Das Gut Drosedow war mit 1360 Hektar (Stand 1919) eines der größten im Kreis Kolberg-Körlin. Bereits Karl Schimmelpfennigs Vater und später seine verwitwete Mutter hatten eine leistungsstarke Rinder- und Schweinezucht betrieben. Karl Schimmelpfennig setzte sie fort; er „war der wohl bekannteste Rindviehzüchter im Kreise“ und führte einige seiner Rinder bis in das Deutsche Rinderleistungsbuch.
Von 1914 bis 1918 nahm er mit dem Feldartillerieregiment Nr. 2 am Ersten Weltkrieg teil, in dem er bis zum Hauptmann der Reserve befördert wurde. 1918 heiratete er.
Nach dem Ersten Weltkrieg begann er sich in der Deutschnationalen Volkspartei (DNVP) zu betätigen. Bei der Reichstagswahl vom Juni 1920 wurde er als Kandidat der DNVP für den Wahlkreis 6 (Pommern) in den Reichstag gewählt, dem er bis zum Mai 1924 angehörte. Daneben war er Mitglied des Deutschnationalen Volksvereins für den Kreis Kolberg Körlin und seit 1919 Mitglied des Kreistages desselben Kreises. Er starb im Jahre 1937.